# محمد فؤاد عيسى
محمد فؤاد عيسى مؤلف وكاتب سيناريو مصري وُلد بمحافظة الجيزة.

## مسيرته
وُلد محمد فؤاد عيسى بمحافظة الجيزة وتخرج في كلية التجارة بجامعة القاهرة، قبل أن يتجه لدراسة الأداب ويبدأ احتراف الكتابة الإبداعية ليقدم أولى روايته الطويلة في عام 2014 بعنوان «كرافتة».

## مؤلفاته
| سنة النشر     | اسم الكتاب         | النوع الأدبي | الناشر                  | ملاحظات           |
| ------------- | ------------------ | ------------ | ----------------------- | ----------------- |
| 6 يناير 2014  | كرافتة             | رواية        | دار دون للنشر والتوزيع  | [ 2 ] [ 3 ]       |
| 2017          | كربون 14           | رواية        | دار دون للنشر والتوزيع  | [ 4 ]             |
| 25 يناير 2022 | البحث عن السيد قاف | رواية        | دار دون للنشر والتوزيع  | [ 5 ] [ 6 ] [ 7 ] |
| يناير 2025    | قاتل ضفاف النيل    | رواية        | دار دون للنشر و التوزيع |                   |